# Yanesha
Yanesha és un grup ètnic que habita la selva del Perú. En la pròpia llengua indígena, aquest nom significa "nosaltres la gent".

## Noms ètnics pels quals és conegut
Els Yanesha són coneguts per múltiples noms ètnics, entre ells: Amuesha, Lorenzo, Amage, Amagis, Amaje, Amajo, Amoishe, Amueisha, Amueshe, Amoetamo, Amuetano, Omage, Amueshua, Amisha i Armuesha.
Cal destacar que aquests noms els van ser donats en molts casos en situacions colonials i de reconquesta, com és el nom d'Amuesha i les seves variants. En canvi, el terme Yanesha és amb el que ells es reconeixen i identifiquen, és a dir, la seva autodeterminació.

## Llengua i família lingüística

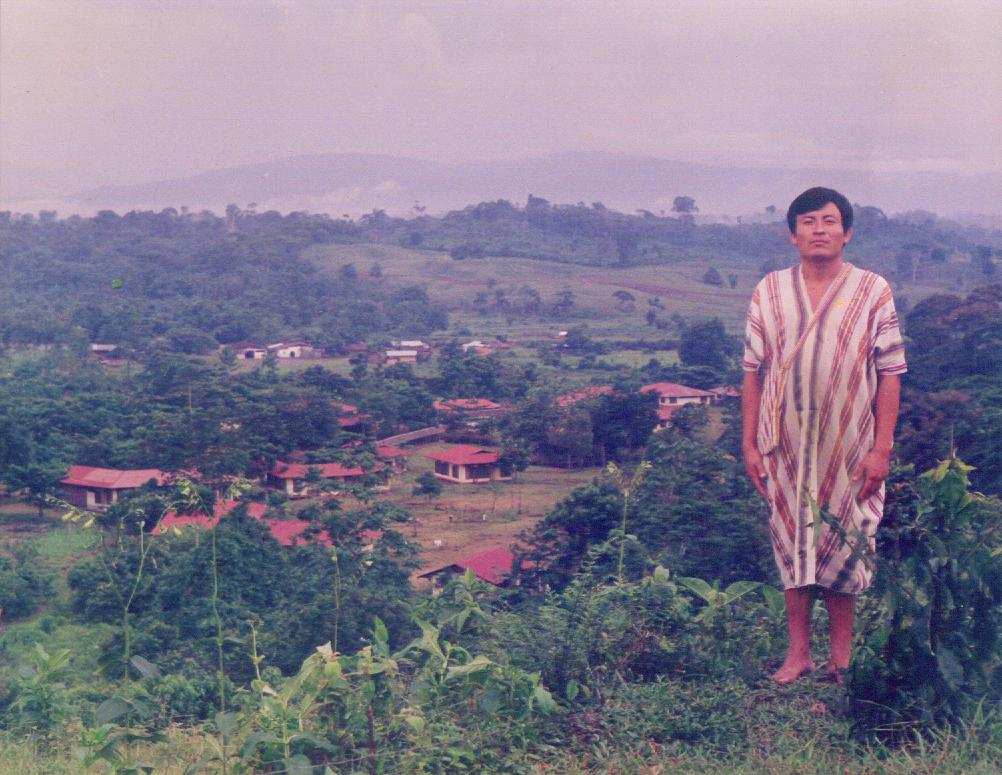
Yanesha

La classificació d’aquesta llengua ha estat controvertida i debatuda, ja que ha resultat de difícil classificació. Aquest grup ètnic parla la llengua yanesha, també anomenada yeyoño, la qual es va considerar que formava part de la família lingüística arawak, i dins d’aquesta, a la rama maipuru (Tello, 1913). Estudis posteriors van apuntar que, efectivament, forma part de la família lingüística arawak però que es trobaria dins d’una rama pròpia única anomenada amuesha (Noble, 1965). Finalment, altres investigacions van apuntar que els estudis inicials eren correctes, aleshores el Yanesha formaria part de la rama maipuru occidental de la família lingüística arawak, però que aquesta llengua hauria tingut una important influència incaica, el que havia fet difícil la seva classificació. Entre els autors que van apuntar aquesta nova interpretació destaquen M. Wise (1976) i Payne (1991).
Segons l'Instituto Lingüístico de Verano de Perú (ILV), l’alfabet Yanesha està compost per vint-i-nou lletres, entre les simples i compostes. La família lingüística arawak és una de les més extenses de tota Amèrica, agrupant al voltat de quaranta llengües, en un ampli i extens territori, partint des d'Amèrica Central fins a Amèrica del Sud. En el cas peruà, destaquen les llengües Asháninka, Matsigenka, Nomatsigenga, Nanti, Kakinte, Chamicuro, Iñapari, Resígaro, Yanesha i Yine. Entre aquestes, el Yanesha destaca per la seua influència del Quichua, el que ha alterat la seva estructura, generant algunes particularitats. Aquesta llengua es parla en les regions de Huánuco, Junin i Pasco.

## Situació geogràfica, demogràfica i breu història
El poble Yanesha està situat a la regió de l'Amazònia, més concretament a Perú. Avui dia les comunitats indígenes Yanesha s’ubiquen als departaments de Huánuco (Puerto Inca), Pasco (Oxapampa) i Junín (Chanchamayo). Estan ubicats entre els extrems orientals dels Andes dins de la selva central del Perú i a les subconques dels rius Huancabamba-pozuzo, Pachitea, Palcazu i Perene.
Actualment hi ha un total de 33 comunitats Yanesha. 28 d’aquestes estan titulades, és a dir, reconegudes per l'estat i aquest reconeixement acreditat. Les 5 restants tot i estar reconegudes, no estan titulades. La població Yanesha titulada es troba dins d’una superfície total de 77273 ha de la Reserva comunal Yanesha.
Quant a demografia, podem dir que la població Yanesha ha patit moltes variacions des de l’arribada dels espanyols. Segons el “Instituto del Bien Común” juntament amb la “Federación de Comunidades Nativas Yanesha” (FECONAYA) i la “Unión de Nacionalidades Asháninka Yanésha” (UNAY) el 1970 la població era d’unes 5000 persones. El 1981 s’optava per dir que la xifra era d’unes 6000 persones. L’any 1993 es parlava d’unes 8200 persones i el cens del 2000 parla d’un total de 65 assentaments Yanesha i unes 9000 persones. Segons l’INEI (Instituto Nacional de Estadística e Informática de Perú) l’any 2007 la població de les comunitats autoidentificades com Yanesha era de 7523 persones. Avui hi ha unes 1400 famílies al voltant dels departaments citats anteriorment i, a més a més, unes 400 famílies disperses dins d’aquests territoris, centres urbans propers a aquests i a la capital del Perú, Lima.
El poble Yanesha, que també és conegut per Amuesha, és un poble que antigament es va assentar al voltant de les valls del riu Huabcabamba, Chorobamba, Paucartambo i Perené. La seva situació geogràfica els va permetre tenir contacte amb poblacions andines molt abans de l’arribada dels colons espanyols, sent un exemple d’aquesta relació interètnica els mites d’aquests, així com paraules d’origen quitxua. Actualment, els Yanesha ocupen les regions de Huánuco, Pasco i Junín. Històricament, el territori ancestral Cerro de la Sal, límit entre el territori Yanesha i Ashaninka, ha estat important escenari d’intercanvis comercials entre pobles amazònics i andins. Això ens mostra la importància de les relacions interètniques.
Els primers documents etnogràfics que parlen sobre aquest grup ètnic daten del s.XVI, on els missioners van contactar per primer cop amb aquest poble.
Els missioners franciscans i dominicans van intentar establir missions en aquest territori però no va tenir èxit.
Un dels fets històrics més destacat d’aquest grup indígena va ser l’alçament de 1742, liderat per Juan Santos Atahualpa. Aquesta rebel·lió no va ser únicament Yanesha, sinó que van participar molts grups ètnics de la regió.
A partir del 1940 es va donar un procés d’integració de la població Yanesha al mercat nacional, o bé sent peons estacionals o sent productors de cafè i bestiar. En la dècada del 1980, la vida d’aquest poble es va veure afectada per una massiva construcció de carreteres i la promoció de l’Estat peruà de la colonització de la Selva Central. Uns anys després, el Moviment Revolucionari Túpac-Amaru (MRTA) –organització peruana considerada terrorista de caràcter marxista- es va expandir per la regió amazònica, especialment per les províncies de Oxapampa i Chanchamayo, també ocupades pels Yanesha. Això va suposar la unió dels líders Yanesha i Ashaninka per fer front a aquest grup armat i expulsar-los del seu territori. Ho van aconseguir l’any 1990. Aquest fet, juntament amb altres aliances similars destaca la capacitat d’aquests pobles amazònics per aliar-se contra els agressors externs.
Actualment, el poble Yanesha se segueix trobant en conflicte amb grups externs interessats per la producció de coca i pasta bàsica de cocaïna.

## Sistema econòmic tradicional i actual
Tradicionalment, l'economia d’aquest grup era de subsistència, depenent de l'horticultura, la caça, la pesca i la recol·lecció. Avui, molts Yanesha s’han adaptat al mercat nacional de consum mitjançant treballs remunerats, com és el cultiu de cafè i la ramaderia.
Pel que fa a l’horticultura, es practica la tala i quema, típica de la regió amazònica tropical. L'elecció del lloc on es realitzarà la chacra depèn del tipus de cultiu que es vulgui obtenir, tenint en compte la fertilitat del sòl, així com la vegetació natural de la zona escollida. Entre els aliments que cultiven destaquen: la yuca, el plàtan, el frijol, el blat, l’arròs d’hivern i l’arròs d’estiu. Amb aquests aliments es creen cinc unitats de cultiu basades en el màxim aprofitament del sòl. També es fan petits cultius de coca. El fet d’obrir una nova chacra implica tant el treball masculí com el femení. La tala de la vegetació és una tasca masculina, i la sembra dels aliments és una tasca femenina, però no exclusiva, ja que en la plantació d’alguns aliments, com la yuca, també poden participar els homes.
La caça ha estat una de les principals característiques del sistema econòmic, sent una activitat quasi exclusivament masculina, encara que en alguns casos també poden participar dones i infants. Pel que fa a la tecnologia utilitzada, predomina l’ús de l’arc i fletxa, així com les trampes, i en alguns casos l’ús de gossos. Destaca el fet que els Yanesha produeixen nou tipus diferents de puntes de fletxes, segons el tipus de presa que volen caçar. Actualment es fa ús d’armes de foc i llums artificials, com les llanternes, que van revolucionar l’art de la caça, però tot i així, els caçadors Yanesha segueixen utilitzant l’arc i les fletxes per caçar animals determinats, com són els coloms.
La caça, com ja s’ha descrit, no és una activitat únicament masculina però la participació de la dona es troba limitada pel seu paper com a reproductora (períodes d’embaràs, lactància...) i l'existència de diferents tabús sobre la menstruació.
Respecte a la pesca, s’utilitzen bàsicament cinc tècniques: pesca amb fil i ham, pesca amb xarxa circular, pesca de carachama, pesca amb nanses i altres trampes, i pesca amb ús de piscicides, com el barbasco, que adorm els peixos i facilita la seva captura. La pesca és una activitat econòmica molt important en les zones baixes, on els rius són grans i amb molta fauna, mentre que a les zones altes on els rius són menors, menys profunds, aquesta és una activitat secundària. Igualment, sigui en la zona que sigui, la caça sempre ha estat més important que la pesca.
Per acabar, pel que fa a la recol·lecció, aquesta és una activitat practicada per tota la comunitat, independentment del gènere i edat. Actualment aquesta pràctica es troba en desús en si mateixa, únicament practicant-se de forma paral·lela amb altres activitats, com la pesca o la caça.
Avui, a conseqüència de la incorporació a l'economia nacional, aquest poble ha adoptat noves activitats productives, siguin forçades per institucions foranes o per estratègies pròpies de supervivència. Un exemple és el cultiu de cafè, que els suposa una activitat rendible i que ha introduït noves formes de diferenciació social en les comunitats Yanesha entre aquells que són propietaris de cultius de cafè i els que no. Una altra activitat productiva és la ramaderia, iniciada a principis del segle passat. Aquesta activitat malgrat suposar un ingrés econòmic per a la comunitat, a contribuït a reduir la biodiversitat del seu territori, ja que la cria d’animals suposa l'explotació d’extenses parcel·les.
Com veiem, el sistema econòmic Yanesha és complex i compta amb diferents activitats productives, imbricades entre si, on hi ha una constant adaptació d’aquesta societat a les seves necessitats.

## Organització social i política
El sistema sociopolític dels Yanesha s’ha adaptat al seu sistema tradicional, tot i que ha anat canviant al llarg del temps i ha patit transformacions a causa de la relació amb l'estat nacional. Aquestes diferències, però, no són massa grans i l'estructura, en definitiva, continua sent molt semblant.
En primer lloc, cal dir que el sistema polític es basava en dues figures polítiques de rellevància: amcha’taret i corneshá’. La figura d’amcha’taret es podria traduir com a líder, que es troba a totes i cadascuna de les comunitats Yanesha. Cornesha’ era un sinònim de governador, és a dir, el cap general polític i religiós de totes les comunitats.
Avui dia, el govern està també format per dues figures polítiques, és a dir, hi ha un co-govern. Per una banda ens trobem amb el cap “tradicional” que sol correspondre amb un home major, considerat bon caçador / treballador, amb coneixements ancestrals i creador d’una forta parentela al seu voltant. D’altra banda, el líder “modern” sol ser un home relativament jove amb coneixements sobre “el món dels blancs” i format acadèmicament. És un “representante legal de la Comunidad”, i no té cap mena de poder moral, a diferència dels caps “tradicionals”.
Antigament, l’organització social Yanesha estava basada en llinatges de descendència familiar que, de manera conjunta, formaven un assentament. A més a més, originàriament la descendència era bilateral i monògama, tot i que també existia la poligínia i la residència era tant matri com patrilocal.
Actualment, per parlar de l’organització sociopolítica, hem de tenir en compte la constitució de la persona social a partir de la qual es creen les relacions amb els altres. Des del naixement, es diferencia la creació de la persona del nen i la creació de la persona de la nena fins que creixen i s’arriben a considerar membres complets de la comunitat.
La terminologia de parentiu dels Yanesha és prescriptiva i bilateral, on hi ha distinció entre els parents consanguinis i els afins “potencials”. La unitat bàsica de la societat és la família nuclear simple o monogàmica o la família nuclear poligínica, tot i que la que més predomina és la primera. La família nuclear és la unitat bàsica en termes econòmics i productius (autosuficient i independent), però en termes sociopolítics la unitat bàsica és la família extensa (parella, fills i filles casats, descendència). Això es deu a la creació d’aliances i el repartiment del poder, relacionat amb el prestigi i l’autoritat.

## Cosmologia, sistema de creences
El sistema de creences del poble Yanesha està molt lligat a la seva organització econòmica, política i també social. La seva cosmologia té una relació molt estreta amb la naturalesa i això també es pot relacionar amb el seu sistema econòmic: 
“La gente yánesha considera que el éxito de las actividades productivas depende de un conjunto de saberes tanto “naturales” como “sobrenaturales”, que todo individuo adulto debe poseer y renovar...” (Santos Granero, 2004:292).
La cosmologia Yanesha està formada per “divinitats”, essències primordials i entitats “demoníaques” amb qui es comuniquen mitjançant les figures de xamans i sacerdots, dels quals parlarem més tard. Un dels factors més importants dins d’aquesta cosmologia és el corpus mític.
Mitjançant aquests relats, el poble Yanesha dona una explicació de la creació del món, com el cosmos va arribar a tenir l’actual estructura, en la qual es basa la seva forma de vida.
Aquests mites tenen un paper molt important per poder preservar la seva memòria col·lectiva. A més els mites no poden ser explicats per qualsevol, sinó per una persona que compta amb un coneixement prou gran, el qual li permet explicar-los en públic, el que comporta un gran prestigi. Alguns exemples de mites són:
- Yato’ Yos, Yosoper y la creación del cosmos y la humanidad, mite d’origen mitjançant les divinitats.
- La divinitat solar Yompor Rret, a partir de la qual es produeixen les catàstrofes naturals, la mort i la destrucció.
- El naixement de Ror i Arrorr, a partir del qual sorgeix l’ordre biològic. L’ascens d’aquestes divinitats dona pas a l'era actual.

Les divinitats yanesha es divideixen en 5 categories segons la mitologia: Yato’ (el nostre avi), Yompor (el nostre pare), Yachor (la nostra mare), Yemo’nasheñ (el nostre germà) i Yöch (la nostra germana).
Per parlar de xamans, cal explicar que els Yanesha entenen la malaltia de dues formes diferents. La primera és la malaltia provocada per agents malèfics no humans, i la segona per agents malèfics humans (bruixots).
Per lluitar contra els maleficis, els Yanesha acudeixen a xamans, els quals es divideixen en 3 tipus d’especialistes superiors: l’apartañ (vegetalista), el pa’llerr (tabaquer) i l’ayahuasquer. El primer tipus de xaman, té la capacitat únicament de curar, mentre que els altres dos poden curar o embruixar.
Aquests xamans són entrenats i l’objectiu d’aquest entrenament és “la adquisición de poder cósmico bajo la forma de conocimiento mística, espíritus auxiliares y objetos o substancias mágicas”. (Santos Granero, 2004:311).
Finalment, un últim individu clau de la cosmologia Yanesha és el sacerdot (cornseha’). Els sacerdots fan un entrenament semblant al xamanístic, però molt més estricte quant a tabús i restriccions. Mentre que els xamans lluitaven en batalles místiques i tenien com a objectiu curar les persones d’agents malèfics, els sacerdots es trobaven davant d’una missió molt més complexa: “la búsqueda de la vida eterna para sus seguidores” (Santos Granero, 2004:317). Per poder complir amb això, els sacerdots restauraven la comunicació perduda amb les seves divinitats. La música era una de les formes de comunicació amb les divinitats i el món sobrenatural tant de xamans com de sacerdots.
A partir del segle xix el sistema de creences tradicional dels Yanesha va començar a ser transformat a causa de la forta pressió colonial i la conversió pràcticament forçada al cristianisme. Es van destruir temples sagrats destinats als sacerdots i se’ls va obligar a abandonar les creences en divinitats tradicionals així com el seu culte a aquests i el paper de xamans i sacerdots va quedar relegat a un segon pla. Avui dia, però, existeix una coexistència de les creences tradicionals juntament amb les pràctiques evangèliques.

## Relacions interètniques
Les relacions interètniques en aquest grup ètnic se centren, bàsicament, en tres aspectes: les aliances matrimonials, la participació cerimonial, i la participació i comercialització en l'extracció de sal.
Pel que fa a les aliances matrimonials, sembla que avui en dia aquestes han perdut el seu paper d’unir diferents comunitats per conformar aliances polítiques. Segons Santos Granero (2004), fins a mitjans del segle passat, la recerca de parella en altres comunitats era el mecanisme més eficient per posar en contacte diferents comunitats.
Respecte a la participació cerimonial, els seguicis dels líders sacerdotals estaven compostos per membres de diferents provinences que mantenien una lleialtat política a un cornesha’ determinat.
A més, aquests actes cerimonials també tenien la funció de proveir d’eines als diferents seguidors, sent també un lloc d’intercanvi tecnològic, que suposava una organització sociopolítica a nivell supralocal, generant així lògiques de relacions interètniques.
Per acabar, pel que fa a la participació i comercialització de l'extracció de sal, destaca el Cerro de la Sal. En aquest lloc s’extreia sal yanesha de diferents comunitats, cosa que suposava un important viatge per molts Yanesha. Aquestes expedicions solien fer-se amb els membres de la família nuclear, però en els casos que l'expedició fos llarga i dura, hi participaven únicament adults. El Cerro de la Sal va ser un lloc tan important i clau, que fins i tot els colonitzadors van intentar prendre possessió del seu poder, de forma que va esdevenir un espai de lluita social entre els Yanesha i l’autoritat forana, com els colonitzadors. Aquestes formes de relacionar-se amb els altres eren flexibles, fins al punt que molts Yanesha eren bilingües, mostrant el seu constant contacte amb les comunitats Ashánica i Ashénica.
Actualment, les relacions interètniques tenen lloc amb altres comunitats, així com amb l'estat nacional, però també a nivell internacional amb l’adopció de les TIC.

## Situació actual respecte a l'Estat Nacional i les instàncies internacionals
Cap a l’any 1940 el procés de colonització de l’Amazònia es va aguditzar i, en conseqüència, el poble Yanesha va haver d’adaptar-se a l'economia regional i de mercat. Tal com ens diu Santos Granero, “si bien al inicio este proceso fue forzoso, más adelante el mismo fue asumido como una estrategia política para legitimar su derecho a la tierra ante el Estado” (Santos Granero, 2004:218).
Aquesta introducció a l'economia nacional va donar lloc a una organització política supracomunal, tot i que els Yanesha han continuat donant més importància a l'economia de subsistència que no pas a la de mercat.
L’any 1969 es va acordar formar el Congreso Amuesha, una organització política de caràcter ètnic, que representés aquests pobles i les seves reivindicacions, com són el dret a la terra o la creació d’escoles, entre d'altres.
Durant els anys 70, aquest Congrés quasi va ser dissolt a conseqüència del Sistema Nacional de Movilización Social (SINAMOS), creada pel General Velasco Alvarado (1968-1975), que promovia l’organització de sectors populars.
Anys després, al Congreso Amuesha es van unir altres comunitats natives, passant a anomenar-se Congreso de Comunidades Nativas Campa-Amuesha. L’any 1974 es va promoure la “Ley de Comunidades Nativas” i aquest congrés va viure un procés de titulació de les seves terres i l’any 1981 va afiliar-se a la Confederació General Campesina de Perú. L’organització va fer canvis i va passar a dir-se “Federación de Comunidades Nativas Yánesha” (FECONAYA) i va optar per una lluita més radical pels seus drets.
L’any 1979 es va crear la Coordinadora de Comunidades Nativas de la Selva Peruana (COCONASEP) i més tard la Asociación Interétnica de Desarrollo de la Amazonía Peruana (AIDESEP). Més tard, i després de desvincular-se de l’AIDESEP, es va crear la Unión de Nacionalidades Asháninca y Yanesha (UNAY). Tant la FECONAYA com la UNAY continuen avui dia promovent els drets i beneficis del poble Yanesha respecte al govern peruà i les pressions internacionals.
Els Yanesha s’han vist amenaçats per part del govern peruà a causa de projectes que promovien la construcció d’infraestructures i el procés de colonització de la Selva Central per obtenir beneficis econòmics. Un d’aquests projectes s’anomenava “Proyecto Especial Pichis-Palcazu” (PEPP), finançat pel Banc Mundial i el Banc Interamericano de Desarrollo, entre d'altres.
Es va poder evitar aquest projecte gràcies als moviments indígenes i a grups d’antropòlegs que van donar suport a la causa. Avui dia els Yanesha són reconeguts com a poble indígena, protegits pels Drets dels Pobles Indígenes instaurat per l'ONU.
Tot i això, el grup indígena Yanesha es troba en una situació de vulnerabilitat a causa de les pressions i la violència política, dels narcotraficants i dels processos colonitzadors que encara avui es duen a terme i acaben amb la seva flora i fauna de manera indiscriminada.

## Altres informacions
És interessant la implicació d'aquest col·lectiu en els mitjans de comunicació. Els Yanesha disposen d'una pàgina web pròpia, l'Archivo Digital de la Memoria Yanesha, on parlen de la seva pròpia cultura. Aquesta pàgina web es troba disponible en castellà i en Yanesha i és gestionada per "Instituto del Bien Común" del Perú. Això ens demostra com aquests pobles indígenes no es troben aïllats del sistema, sinó que formen part d'aquest. A més mitjançant l'adopció de les TIC, aconsegueixen defensar els seus propis interessos i donar-se veu a ells mateixos, explicant la seva història.